# Quel ragazzo della curva B
Quel ragazzo della curva B è un film del 1987, diretto da Romano Scandariato e interpretato da Nino D'Angelo. La pellicola è ambientata nell'anno del primo scudetto del Napoli.

## Trama
Nino è un meccanico, grande tifoso del Napoli. Insieme ad amici, fonda il gran club "Forza Napoli", un circolo perbene, con gente del popolo, giovani e anziani accomunati tra loro dalla passione per il Napoli. Nino diventa in poco tempo il leader della Curva B del San Paolo. Tutti i tifosi lo adorano e con lui, durante la settimana, preparano cori, striscioni e slogan per le partite della domenica. L'organizzazione di Nino non è però vista di buon occhio dalla camorra locale, che rischia di perdere affari e guadagni dai traffici illegali che Nino vuole allontanare dal suo circolo. Egli si fa forza e combatte la camorra, rischiando guai seri: riuscirà a far arrestare i criminali, ma resterà accoltellato (seppur in maniera non grave), quindi "evaderà" dall'ospedale per assistere all'ultima partita di campionato e festeggiare la conquista dello scudetto.

## Colonna sonora
Nel film sono presenti le seguenti canzoni, tutte di Nino D'Angelo:
- Forza Napoli;
- Dammi un po' d'amore;
- Mani gelate;
- Crisi d'amore.

La famosa canzone Forza Napoli è stata in parte arrangiata sfruttando un brano strumentale di qualche anno prima, inserito nella colonna sonora del film La discoteca.

## Cast
Nel film compaiono alcuni giocatori del Napoli (Bruscolotti, Giordano, Romano e Carnevale) e l'allenatore Ottavio Bianchi, oltre a Gennaro Montuori detto Palummella, capo-ultrà storico della curva B.
Tra i protagonisti figura anche un esordiente Biagio Izzo, nella parte di un meccanico collega di Nino D'Angelo.

## Distribuzione
Il film uscì nelle sale italiane il 4 aprile 1987, durante il campionato 1986-87, quando il Napoli non aveva ancora vinto lo scudetto. Si vedono immagini tratte dalla sedicesima giornata di campionato, quando la squadra vinse 2-1 al San Paolo contro il Brescia. In quella partita il rigore segnato da Giordano, che nel film dà lo scudetto al Napoli, è in realtà il gol del definitivo 2-1, dopo che il Brescia aveva pareggiato al primo gol del Napoli.